# 牵丝戏
牵丝戏一词可指木偶戏，亦可指代同名歌曲和戏剧。

## 歌曲
《牵丝戏》是由银临和Aki阿杰于2015年1月27日演唱的一首中文原创歌曲。2017年2月15日，Aki阿杰将歌曲投稿至哔哩哔哩弹幕网。由于歌曲的影响力，也有一些人翻唱了该歌曲，如李玉刚:4、周深等。2021年，在中国大陆的社交平台上，也有不少音乐爱好者练习此曲，以向中共建黨100周年獻禮。

## 戏剧
吉林省艺术研究院青年作者高媛创作了同名戏剧。戏剧根据作者自撰微型笔记小说改编，讲述了一个有阴阳眼的浪荡子外出游历，晚上在一个荒村野庙与一个玩牵丝戏的老艺人邂逅。老人和他聊起潦倒的江湖身世，表演牵丝绝艺，伤心时，将心爱的傀儡投入火中的故事。其通过描绘傀儡者与傀儡之间的相伴、分离，展现一段难舍难分的悲恋。该作品优美的意境与诗词，以及独特的选材和命意，成功地继承了古典文学，让人感受到古典文学久违的魅力。